# Dragomano da Porta

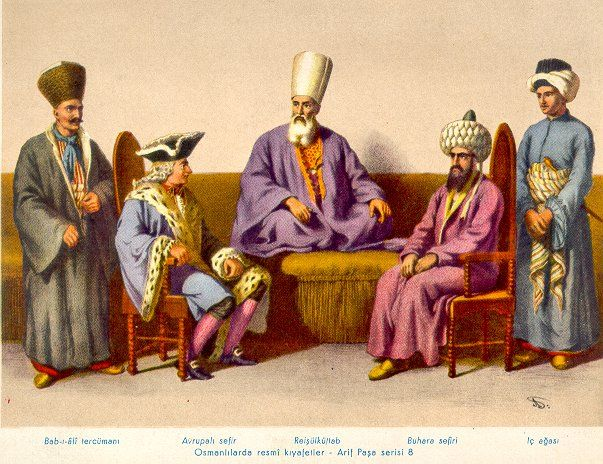
O Dragomano da Porta (à esquerda), na recepção de um embaixador europeu (sentado à esquerda) e de um enviado de Bucara (sentado à direita) pelo reis ül-küttab (sentado ao centro)

O Dragomano da Sublime Porta (turco otomano: tercümân-ı bâb-ı âlî; em grego: διερμηνέας της Υψηλής Πύλης; romaniz.: diermineas tis Ypsilis Pylis), Dragomano do Conselho Imperial (tercümân-ı dîvân-ı hümâyûn), ou simplesmente Grande Dragomano (μέγας διερμηνέας, megas diermineas) ou Chefe Dragomano (tercümân başı), era o intérprete sênior do governo otomano — frequentemente chamado de "Sublime Porta" — e vice-ministro de facto das Relações Exteriores. Desde a criação do cargo em 1661 até a eclosão da Guerra da Independência Grega em 1821, o cargo foi ocupado pelos Fanariotas e foi um dos principais pilares do poder Fanariota no Império Otomano.

## História
No Império Otomano, a existência de intérpretes oficiais ou Dragomanos é atestada desde o início do século XVI. Eles faziam parte da equipe do reis ül-küttab (secretário-chefe), que era responsável pelos assuntos estrangeiros dentro do Conselho Imperial. Como poucos turcos otomanos aprenderam línguas europeias, desde os primeiros tempos a maioria desses homens era de origem cristã — principalmente austríacos, húngaros, poloneses e gregos. Um Dragomano pode ter existido já sob Maomé II (r. 1444–1446, 1451–1481), quando Lütfi Bey foi enviado para concluir um tratado de paz com a República de Veneza. O primeiro detentor conhecido de tal cargo foi um certo Ali Bey, que assinou um tratado com Veneza em 1502. Seu sucessor foi Yunus Bey, um grego convertido ao islamismo, que foi seguido por Ahmad, um alemão convertido inicialmente chamado Heinz Tulman. Em meados do século XVI, havia aparentemente vários Dragomanos a serviço do governo otomano - todos cristãos - um dos quais aparentemente serviu como Dragomano chefe (baş tercümân).

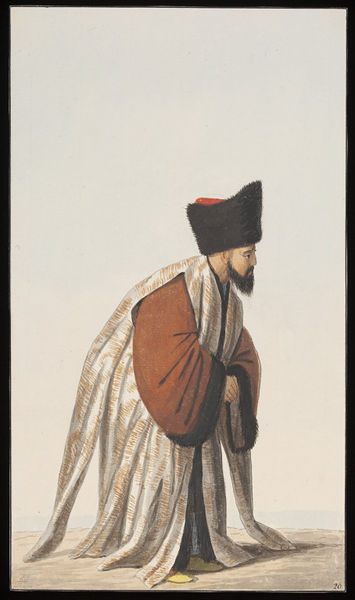
Representação de um Grande Dragomano c. 1809, por um artista grego anônimo em Constantinopla

Em 1661, o Grão-vizir Köprülü Fazıl Ahmet Paşa nomeou o grego Panagiotis Nikousios como Dragomano Chefe do Conselho Imperial. Ele foi sucedido em 1673 por outro grego, Alexandre Mavrocordatos. Esses homens iniciaram uma tradição em que quase todos os subsequentes Grandes Dragomanos da Porte eram membros de um pequeno círculo de famílias Fanariotas. Os Fanariotas, cujo nome vem do distrito de Constantinopla onde o Patriarcado de Constantinopla se estabeleceu em 1599, eram um grupo de elite de famílias de magnatas gregos ou helenizados que fizeram enormes fortunas por meio do comércio e da arrecadação de impostos. A sua riqueza e os contactos próximos que mantinham com o sultão otomano e a sua corte como fornecedores, conselheiros e intermediários, fizeram com que adquirissem uma enorme influência política, especialmente sobre o Patriarcado e as comunidades ortodoxas orientais do império em geral. Durante o século XVII, muitos fanariotas ganharam experiência política como representantes (kapı kehaya) dos príncipes (voivodas ou hospodares) dos principados tributários do Danúbio, Valáquia e Moldávia, na corte do sultão, onde, nas palavras de C. G. Patrinelis, "a sua tarefa era sustentar a posição sempre precária dos seus senhores, subornando funcionários otomanos em posições-chave e, acima de tudo, impedir e perturbar, de qualquer maneira, as maquinações dos rivais que cobiçavam os cargos invejáveis dos príncipes". Outros também serviram nas equipes das embaixadas europeias em Constantinopla. Nikousios, por exemplo, tinha anteriormente (e durante algum tempo simultaneamente) servido como tradutor para a embaixada austríaca.
Todos os Dragomanos tinham de ser proficientes no elsine-i selase, as três linguagens — árabe, persa e turco — que eram comumente usadas na administração do império, bem como em várias línguas estrangeiras (geralmente francês e italiano). Devido à educação que receberam na Itália, alguns também falavam latim. Na prática, porém, as responsabilidades do Dragomano da Porta iam além das de um intérprete; como escreve o historiador Douglas Dakin, "[o Dragomano] tornou-se virtualmente o secretário de Estado dos Negócios Estrangeiros para os assuntos europeus". O salário do Dragomano da Porte ascendia a 47.000 kuruş anualmente. O cargo era o mais alto cargo público disponível para não-muçulmanos no Império Otomano, e estava vinculado a privilégios negados aos súditos cristãos da Porta, como a permissão para deixar crescer a barba; vestir os mesmos cafetãs que os oficiais otomanos e usar pele de arminho; ou a permissão para andar a cavalo. Outros privilégios também se seguiram, como isenção de impostos para eles, seus filhos e 20 membros de sua comitiva (doze servos e oito aprendizes); isenção de todas as taxas alfandegárias para itens destinados ao seu uso pessoal; e imunidade de todos os tribunais, exceto o do Grão-Vizir. Todos esses privilégios tornaram a posição altamente cobiçada e, como o cargo era frequentemente transmitido dentro da mesma família, tornou-se um dos principais objetos das aspirações e rivalidades dos fanariotas.
O sucesso do posto levou à criação de um cargo semelhante, o de Dragomano da Frota, em 1701. Na prática, este último serviu frequentemente como trampolim para o cargo de Grande Dragomano. Havia também Dragomanos juniores para jurisdições específicas, por exemplo para o exército otomano ou para o Eialete de Moreia, mas essas posições nunca foram formalizadas da mesma maneira. A partir de 1711, muitos antigos Grandes Dragomanos ou Dragomanos da Frota foram nomeados para cargos de príncipes dos Principados do Danúbio. Esses quatro cargos formaram a base da proeminência dos fanariotas no Império Otomano. O conhecimento de línguas estrangeiras também fez dos Dragomanos fanariotas intermediários cruciais para a transmissão de conceitos e tecnologias europeias ao Império Otomano durante as tentativas de modernização deste último. Assim, o Grande Dragomano Constantino Ypsilantis traduziu manuais militares franceses para o reformado Exército Nizam-i Djedid, enquanto Iakovos Argyropoulos traduziu do francês para o turco otomano a primeira obra geográfica otomana moderna, bem como uma história biográfica de Catarina, a Grande.
Os Fanariotas mantiveram esta posição privilegiada até à eclosão da Revolução Grega em 1821: o então Dragomano da Porta, Constantino Mourouzis foi decapitado, e seu sucessor, Stavraki Aristarchi, foi demitido e exilado em 1822. A posição de Grande Dragomano foi então substituída por um Bureau de Tradução semelhante a uma guilda, composto inicialmente por convertidos como Yahya Naci Efendi e Ishak Efendi, mas rapidamente exclusivamente por turcos muçulmanos fluentes em línguas estrangeiras.

## Lista de Dragomanos da Porta
| Nome                            | Retrato | Mandato   | Notas |
| ------------------------------- | ------- | --------- | --- |
| Panagiotis Nikousios            |         | 1661–1673 | Natural de Quios e ex-aluno da Universidade de Pádua, tornou-se confidente do Grão-Vizir Köprülüzade Fazıl Ahmed Paxá como médico deste último, antes de ser nomeado Dragomano da Porta. Ele desempenhou um papel de liderança nas negociações que encerraram o longo cerco de Cândia em 1669. |
| Alexandre Mavrokordatos         |         | 1673–1709 | Descendente de uma rica família fanariota, ex-aluno do Pontifício Colégio Grego de Santo Atanásio, da Universidade de Pádua e da Universidade de Bolonha, ele também se tornou médico de Köprülüzade Fazıl Ahmed Pasha antes de suceder Nikousios. Brevemente preso e dispensado de suas funções após o Cerco de Viena, sua realização mais notável foi como representante otomano no Tratado de Karlowitz que encerrou a Grande Guerra Turca, pela qual recebeu o título de mahrem-i esrar ('guardião dos segredos') do Sultão e de Conde Imperial.                               |
| Sefer Agha                      |         | 1683–1684 | Um renegado veneziano chamado Giovanni Antonio, conhecido no serviço otomano como Sefer Agha, substituiu Alexandre Mavrocordatos durante o aprisionamento de um ano deste último. Dois meses após a libertação de Mavrocordatos, ele foi demitido. |
| Nicolau Mavrocordatos           |         | 1698–1709 | Filho de Alexandre, ele substituiu seu pai durante os últimos anos deste, quando a doença o incapacitou. Após seu mandato como Dragomano da Porta, ele se tornou o primeiro Príncipe Fanariota da Moldávia (1709–1710, 1711–1715) e Príncipe da Valáquia (1715–1716, 1719–1730). Durante a Guerra Austro-Turca, ele permaneceu leal aos otomanos e foi capturado pelos austríacos e mantido até 1719, quando foi libertado e retomou seu posto como governante da Valáquia até sua morte em 1730.                                                                                  |
| João Mavrocordatos              |         | 1709–1717 | Filho de Alexandre, ele sucedeu seu irmão Nicolau como Grande Dragomano. Ele também foi nomeado Caimacã da Moldávia (1711), e então como Príncipe da Valáquia (1716–1719) durante o cativeiro de seu irmão, até sua própria morte por doença em Bucareste. |
| Gregório (II) Ghica             |         | 1717–1727 | Neto paterno de Gregório I Chica, Príncipe da Valáquia, e neto materno de Alexandre Mavrocordatos, Gregório começou sua carreira como Dragomano da Embaixada da Áustria, antes de suceder seu tio João Mavrocordatos.[21] Posteriormente, Príncipe da Moldávia (1726–1733, 1735–1739, 1739–1741, 1747–1748) e da Valáquia (1733–1735, 1748–1752). |
| Alexandre Ghica                 |         | 1727–1740 | Irmão de Gregório, sucedeu-lhe quando este se tornou Príncipe da Moldávia. Participou da Guerra Russo-Turca de 1735-1739 e foi executado devido à inimizade do Grão-Vizir em 1741. |
| João Teodoro Callimachi         |         | 1741–1750 | 1º mandato. Descendente de uma família nativa da Moldávia, ele era parente do clã Ghica por parte de mãe e ganhou avanço como especialista em assuntos poloneses com o apoio de Gregório Ghica. Seu primeiro mandato terminou quando ele foi enviado para o exílio em Tenedos devido a rivalidades na corte com os Ghica. |
| Matthew Ghica                   |         | 1751–1752 | Segundo filho de Gregório, ele comprou o escritório muito jovem, sem experiência. Por esta razão, seu pai lhe deu o Dragomano da Embaixada da Suécia, Loukakis, como um ajudante. Posteriormente, ele sucedeu seu pai como Príncipe da Valáquia (1752–1753) e depois se tornou Príncipe da Moldávia (1753–1756). |
| João Teodoro Callimachi         |         | 1752–1758 | 2º mandato. Chamado de volta do exílio depois que Matthew Ghica se tornou Príncipe da Valáquia. Posteriormente, ele próprio se tornou Príncipe da Moldávia (1758–1761). |
| Gregório (III) Ghica            |         | 1758–1764 | Filho de Alexandre e sobrinho de Gregório II. Posteriormente, Príncipe da Moldávia (1764–1767, 1774–1782) e da Valáquia (1768–1769). |
| Jorge Caradja                   |         | 1764–1765 | Filho de Skarlatos, poliglota e médico, foi nomeado Dragomano da Porta após a promoção de Gregório Ghica a Príncipe da Moldávia. Morreu de peste após um ano no cargo. |
| Skarlatos Caradja               |         | 1765–1768 | 1º mandato. Pai de Jorge, um diplomata experiente e poliglota e um médico célebre, ele serviu como sucessor de seu filho até a eclosão da Guerra Russo-Turca de 1768-1774, quando sua idade avançada o impediu de seguir o Grão-Vizir em campanha.. |
| Nicolau Soutzos                 |         | 1768–1769 | Especialista em línguas asiáticas, foi nomeado para acompanhar o grão-vizir Nişancı Mehmed Emin Pasha na campanha, mas foi preso por traição em 1769 e executado. |
| Mihai Racoviță                  |         | 1769–1770 | Filho do príncipe homônimo da Moldávia e da Valáquia, ele serviu como Dragomano da Porta do Grão-Vizir Moldovancı Ali Pasha, mas adoeceu e morreu de peste durante uma campanha. |
| Skarlatos Caradja               |         | 1770–1774 | 2º mandato. Chamado de volta ao posto após a morte repentina de Racoviță, ele foi enviado para acompanhar o Grão-Vizir na campanha e permaneceu no cargo durante a Guerra Russo-Turca. |
| Alexandre Ypsilantis            |         | 1774      | Filho do distinto diplomata João Ypsilantis e casado com Aikaterini Mourouzi, Alexandre era bem versado em várias línguas e se tornou Dragomano da Porte em uma idade relativamente jovem. Seu mandato durou pouco mais de um mês, pois ele foi nomeado Príncipe da Valáquia (1774–1782, 1796–1797) e depois da Moldávia (1786–1788). Seu mandato na Moldávia foi perturbado pelas guerras com a Rússia e com a Áustria. Ele foi executado em 1807 devido à deserção de seu filho Constantino Ypsilantis para os russos.                                                           |
| Constantino Mourouzis           |         | 1774–1777 | Bisneto de Nikousios. Anteriormente Dragomano da Frota (1764–1765), e posteriormente Príncipe da Moldávia (1777–1782). |
| Nicolau Caradja                 |         | 1777–1782 | Filho de Constantino Caradja. Foi feito prisioneiro de guerra pelos russos durante a guerra de 1768–1774. Após seu mandato, foi nomeado Príncipe da Valáquia (1782–1783), até que as maquinações de seu rival, Michael Drakos Soutzos, levaram à sua substituição por este último. |
| Miguel Drakos Soutzos           |         | 1782–1783 | Filho de Constantino Soutzos. Seu mandato foi breve, pois ele conseguiu subornar a si mesmo para uma nomeação como Príncipe da Valáquia (1783–1786, novamente em 1791–1793, 1801–1802) e da Moldávia (1793–1795) |
| Alexandre Mavrocordatos Firaris |         | 1782–1783 | Filho de João II Mavrocordatos, Príncipe da Moldávia, era inteligente e bem educado. Ele serviu como Dragomano da Porta até que também foi nomeado Príncipe da Moldávia (1785–1786). Durante a guerra austro-russa contra os otomanos, ele se aliou ao primeiro, forçando-o a fugir para o exílio, primeiro para a Morávia e depois para a Rússia, de onde veio seu apelido "Firaris" (Φιραρής, lit. "fugitivo"). |
| Alexandre Callimachi            |         | 1785–1788 | 1° mandato. Um filho mais novo de JoãoTheodore, ele era um homem bem-educado, gentil e piedoso. Ele foi substituído como Dragomano após a eclosão da Guerra Russo-Turca de 1787-1792, aparentemente porque ele não conseguia acompanhar o exército no campo, mas na realidade devido à pressão da facção anti-russa e pró-francesa na corte. |
| Constantino Ralettos            |         | 1788      | Descendente de uma família rica de origem italiana e cunhado de Alexandre Ypsilantis, ele seguiu Koca Yusuf Pasha na campanha, mas foi preso depois de alguns meses e exilado em Galípoli por suspeita de conluio com Ypsilantis contra a Porta.. |
| Manuel Caradja                  |         | 1788–1790 | Com o posto de Grande Postelnic, ele acompanhou Ralettos como um ajudante e o sucedeu após a prisão deste último. Ele permaneceu no cargo até ser substituído por seu rival, Alexandre Mourouzis. |
| Alexandre Mourouzis             |         | 1790–1792 | Filho de Constantino. Durante seu mandato, ele ajudou a mediar os tratados de Sistova (1791) e Jassy (1792), encerrando as guerras austro-turca e russo-turca. Como recompensa, foi feito Príncipe da Moldávia (1792), deixando o cargo de Grande Dragomano para seu irmão mais novo, Jorge. Posteriormente, várias vezes Príncipe da Moldávia (1802–1806, 1806–1807) e da Valáquia (1793–1796, 1799–1801). |
| Jorge Mourouzis                 |         | 1792–1794 | 1° mandato. Filho de Constantino e irmão de Alexandre, a quem ele representou no acampamento do Grão-Vizir enquanto ele estava ausente nas negociações dos tratados de paz. Inicialmente ele recusou o cargo, recomendando seu irmão mais novo Demetrios em vez disso, mas este último também recusou. Seu mandato foi interrompido por intrigas palacianas que resultaram na retirada de Alexandre Callimachi. |
| Alexandre Callimachi            |         | 1794–1795 | 2º mandato até sua nomeação como Príncipe da Moldávia (1795–1799). Morreu em Bolu em 1821, no exílio após a eclosão da Guerra da Independência Grega. |
| Jorge Mourouzis                 |         | 1795–1796 | 2º mandato. Seu mandato foi encerrado em agosto de 1796 devido à inimizade do Capitão paxá. Ele foi nomeado para um posto em Chipre, mas morreu lá, possivelmente envenenado. |
| Constantino Ypsilantis          |         | 1796–1799 | Filho de Alexandre. Ele esteve envolvido em uma conspiração anti-otomana abortada em 1782, o que o levou a fugir para a Alemanha com seu irmão Demetrios, onde foi educado. Ele retornou a Constantinopla e tornou-se Grande Dragomano em 1796, em conjunto com a nomeação de seu pai como Príncipe da Moldávia. Ele desempenhou um papel na reviravolta antifrancesa do Império Otomano, culminando com a sua adesão à Segunda Coligação, e patrocinou a criação da República Septinsular. Posteriormente foi nomeado Príncipe da Moldávia (1799-1801) e da Valáquia (1802–1806). |
| Alexandros Soutzos              |         | 1799–1801 | Filho de Nicolau. Anteriormente Dragomano da Frota (1797–1799). Ele desempenhou um papel importante na criação da República Septinsular. Posteriormente, Príncipe da Moldávia (1801–1802) e da Valáquia (1819–1821). |
| Scarlat Callimachi              |         | 1801–1806 | Filho de Alexandre, recebeu uma excelente educação e foi ativo no cargo de Grande Dragomano desde cedo. Devido aos serviços prestados à missão francesa sob o comando do General Sebastiani, recebeu promoção ao posto de Príncipe da Moldávia em 1806. Posteriormente novamente Príncipe da Moldávia (1812–1819). Pretendia substituir Michael Soutzos na Valáquia em 1821, após a eclosão da Guerra da Independência Grega, foi exilado em Bolu e executado. |
| Alexandros Soutzos              |         | 1802–1807 | Filho de Michael Drakos Soutzos. Ele foi decapitado em outubro de 1807 devido à pressão britânica, acusado de ter vazado acordos confidenciais entre a Porta, a Rússia e a Grã-Bretanha para Sebastiani. |
| Alexandre Hangerli              |         | 1806–1807 | Posteriormente Príncipe da Moldávia (1807). Após a eclosão da Guerra da Independência Grega, ele fugiu para a Rússia, onde compilou um célebre dicionário Francês-Árabe-Persa-Turco.. |
| João Caradja                    |         | 1807–1808 | Filho de Jorge Caradja. 1º mandato consecutivo de Alexandros M. Soutzos, deposto após um curto período de tempo. |
| João Caradja Beyzade            |         | 1808      | Filho de Nicolau e anteriormente Dragomano da Frota (1799–1800 ou 1802–1806). Ele morreu de pleurisia após apenas dois meses no cargo. |
| Demetrios Mourouzis             |         | 1808–1812 | Ele passou muito do seu tempo em campanha ao lado do Grão-Vizir, devido à Guerra Russo-Turca de 1806–1812, deixando seu irmão Panagiotis como seu representante em Constantinopla. Ele negociou o Tratado de Bucareste que concluiu a guerra, mas após protestos de Napoleão, ele foi chamado de volta e executado em outubro de 1812.. |
| Panagiotis Mourouzis            |         | 1809–1812 | Irmão mais novo de Demetrios. Anteriormente Dragomano da Frota (1803–1806),[22] ele substituiu seu irmão enquanto este estava ausente da capital. Ele também foi executado em 1812. |
| João Caradja                    |         | 1812      | 2º mandato, também interrompido em sua promoção a Príncipe da Valáquia (1812–1819). |
| Iakovos Argyropoulos            |         | 1812–1815 | Anteriormente Dragomano da Frota (1809), e enviado à corte prussiana em Berlim. Permaneceu no cargo por três anos, até ser deposto após as intrigas de Michael Soutzos. |
| Miguel Soutzos                  |         | 1815–1818 | Neto de Michael Drakos Soutzos, tornou-se secretário de JoãoCaradja em 1812 e casou-se com a filha deste último, Roxani. Durante seu mandato como Grande Dragomano, ele foi o único membro cristão do conselho privado de oito membros do Sultão Mamude II. Posteriormente, foi nomeado Príncipe da Moldávia (1819–1821), servindo no posto até a eclosão da Guerra da Independência Grega, quando ele entregou sua autoridade a Alexandre Ypsilantis. Mais tarde, serviu como embaixador do Reino da Grécia em Paris, São Petersburgo, Estocolmo e Copenhague..                   |
| João Callimachi                 |         | 1818–1821 | Irmão mais novo de Scarlat. Anteriormente Dragomano da Frota (1800–1803), ele foi exilado em Kayseri logo após a notícia da eclosão da Guerra da Independência Grega chegar a Constantinopla, e executado lá após a Queda de Tripolitsa. |
| Constantino Mourouzis           |         | 1821      | Filho de Alexandre, ele foi nomeado para o cargo poucas semanas antes da eclosão da Guerra da Independência Grega. Em abril, ele foi preso e executado na presença do Sultão, seguido logo depois por seu irmão, Demetrios, que era Dragomano da Frota. |
| Stavraki Aristarchi             |         | 1821–1822 | Originalmente um banqueiro de Scarlat Callimachi e nomeado postelnic por este último, ele foi selecionado como Grande Dragomano porque não pertencia às famílias tradicionais Phanariote. O convertido também foi instalado como seu representante, para ser treinado em sua profissão e eventualmente substituí-lo. O principal dever de Aristarchi durante seu mandato foi supervisionar a execução do Patriarca Gregório V de Constantinopla. Ele foi exilado para Bolu em junho de 1822, onde foi executado mais tarde.                                                        |